# SWAPO
SWAPO, South West African People's Organisation er et politisk parti, som indtil Namibias selvstændighed fra Sydafrika var den vigtigste befrielsesorganisation. Ved valgene efter selvstændigheden har SWAPO stået stærkt og opnåede ved valget i 2004 ca. 3/4 af de afgivne stemmer.